# 732 (szám)
A 732 (római számmal: DCCXXXII) egy természetes szám.

## A szám a matematikában
A tízes számrendszerbeli 732-es a kettes számrendszerben 1011011100, a nyolcas számrendszerben 1334, a tizenhatos számrendszerben 2DC alakban írható fel.
A 732 páros szám, összetett szám, Harshad-szám, nyolc egymást követő (73 + 79 + 83 + 89 + 97 + 101 + 103 + 107), illetve tíz egymást követő (53 + 59 + 61 + 67 + 71 + 73 + 79 + 83 + 89 + 97) prímszám összegeként is felírható.
Kanonikus alakban a 22 · 31 · 611 szorzattal, normálalakban a 7,32 · 102 szorzattal írható fel. Tizenkét osztója van a természetes számok halmazán, ezek növekvő sorrendben: 1, 2, 3, 4, 6, 12, 61, 122, 183, 244, 366 és 732.
Érinthetetlen szám: nem áll elő pozitív egész számok valódiosztóösszeg-függvényeként.